# Karyn White
Karyn Layvonne White, född 14 oktober 1965 i Los Angeles, är en amerikansk pop- och R&B-sångerska. 

## Biografi
Whites självbetitlade debutalbum släpptes 1988 och producerades av L.A. Reid och Babyface. Skivan såldes i över 2 miljoner exemplar och uppnådde platinacertifiering i USA. Från skivan släpptes singlarna The Way You Love Me, Secret Rendezvous, Superwoman och Love Saw It. Den sistnämnda låten är en duett med Babyface.
Uppföljaren, Ritual of Love, släpptes 1991 och producerades av Jimmy Jam och Terry Lewis. Singeln Romantic uppnådde förstaplatsen på Billboard Hot 100 och blev därmed Whites största hit. Hon gifte sig med nämnde Lewis 1992 och bildade familj. De tog ut skilsmässa 1999.
Hennes tredje album, Make Him Do Right, släpptes 1994. Albumet sålde inte lika bra som hennes två föregående album. Från albumet släppte singlarna Hungah, Can I Stay With You och I'd Rather Be Alone.
White driver idag (2015) en egen inredningsfirma. 2012 släppte hon comeback-albumet Carpe Diem.

## Diskografi

### Studioalbum
| 1988                                                                              | Karyn White - Release Date: September 6, 1988 - Label: Warner Bros.          | 19 | 1  | 20 | —  | —  | 20 | - US: Platinum - UK: Gold |
| 1991                                                                              | Ritual of Love - Release Date: September 10, 1991 - Label: Warner Bros.      | 53 | 7  | —  | 18 | 62 | 31 | - US: Gold                |
| 1994                                                                              | Make Him Do Right - Release Date: September 27, 1994 - Label: Warner Bros.   | 99 | 22 | —  | 17 | —  | —  |                           |
| 2012                                                                              | Carpe Diem - Release Date: March 24, 2012 - Label: KW Enterprise / Lightyear | —  | —  | —  | —  | —  | —  |                           |
| "—" denotes a recording that did not chart or was not released in that territory. |                                                                              |    |    |    |    |    |    |                           |

### Singlar
| 1988                                                                              | "The Way You Love Me"              | 7   | 1  | 5  | 38 | —  | —  | —  | 22 | 48 | 42 | Karyn White       |
| 1988                                                                              | "Superwoman"                       | 8   | 1  | —  | 12 | —  | 16 | 20 | —  | —  | 11 | Karyn White       |
| 1989                                                                              | "Love Saw It" (with Babyface)      | —   | 1  | —  | —  | —  | —  | —  | —  | —  | —  | Karyn White       |
| 1989                                                                              | "Secret Rendezvous"                | 6   | 4  | 1  | —  | —  | 14 | —  | 83 | —  | 52 | Karyn White       |
| 1989                                                                              | "Slow Down"                        | —   | 36 | —  | —  | —  | —  | —  | —  | —  | —  | Karyn White       |
| 1989                                                                              | "Secret Rendezvous" (re-release)   | —   | —  | —  | —  | —  | —  | —  | —  | —  | 22 | Karyn White       |
| 1989                                                                              | "The Way You Love Me" (re-release) | —   | —  | —  | —  | —  | —  | —  | —  | —  | 82 | Karyn White       |
| 1991                                                                              | "Romantic"                         | 1   | 1  | 6  | 37 | 50 | 16 | 29 | 52 | —  | 23 | Ritual of Love    |
| 1991                                                                              | "The Way I Feel About You"         | 12  | 5  | —  | 35 | —  | 13 | —  | —  | 47 | 65 | Ritual of Love    |
| 1992                                                                              | "Walkin' the Dog"                  | —   | 34 | —  | —  | —  | —  | —  | —  | —  | —  | Ritual of Love    |
| 1992                                                                              | "Do Unto Me"                       | —   | 24 | —  | —  | —  | —  | —  | —  | —  | —  | Ritual of Love    |
| 1994                                                                              | "Hungah"                           | 78  | 18 | 10 | —  | —  | —  | —  | —  | —  | 69 | Make Him Do Right |
| 1994                                                                              | "Can I Stay with You"              | 81  | 10 | —  | —  | —  | —  | —  | —  | 34 | —  | Make Him Do Right |
| 1995                                                                              | "I'd Rather Be Alone"              | 120 | 50 | —  | —  | —  | —  | —  | —  | —  | —  | Make Him Do Right |
| 2012                                                                              | "Sista, Sista"                     | —   | —  | —  | —  | —  | —  | —  | —  | —  | —  | Carpe Diem        |
| "—" denotes a recording that did not chart or was not released in that territory. |                                    |     |    |    |    |    |    |    |    |    |    |                   |

#### As featured performer
| 1986                                                                              | "Facts of Love"           | Jeff Lorber                     | 27 | 17 | 9 | 95 | Private Passion  |
| 1986                                                                              | "Back in Love"            | Jeff Lorber w/ Michael Jeffries | —  | —  | — | —  | Private Passion  |
| 1987                                                                              | "True Confessions"        | Jeff Lorber                     | —  | 88 | — | —  | Private Passion  |
| 1987                                                                              | "We Never Called It Love" | Pauli Carman                    | —  | —  | — | —  | It's TIme        |
| 1989                                                                              | "Not Thru Being with You" | Michael Jeffries                | —  | 32 | — | 99 | Michael Jeffries |
| "—" denotes a recording that did not chart or was not released in that territory. |                           |                                 |    |    |   |    |                  |